# استیلیا
استیلیا (انگلیسی: Stelia) شرکت فناوری هوافضای فرانسوی است، که‌ در سال ۲۰۱۵ توسط شرکت ایرباس تأسیس شد و در زمینه تولید صندلی هواپیما فعالیت می‌کند.